# Michelle Edwards

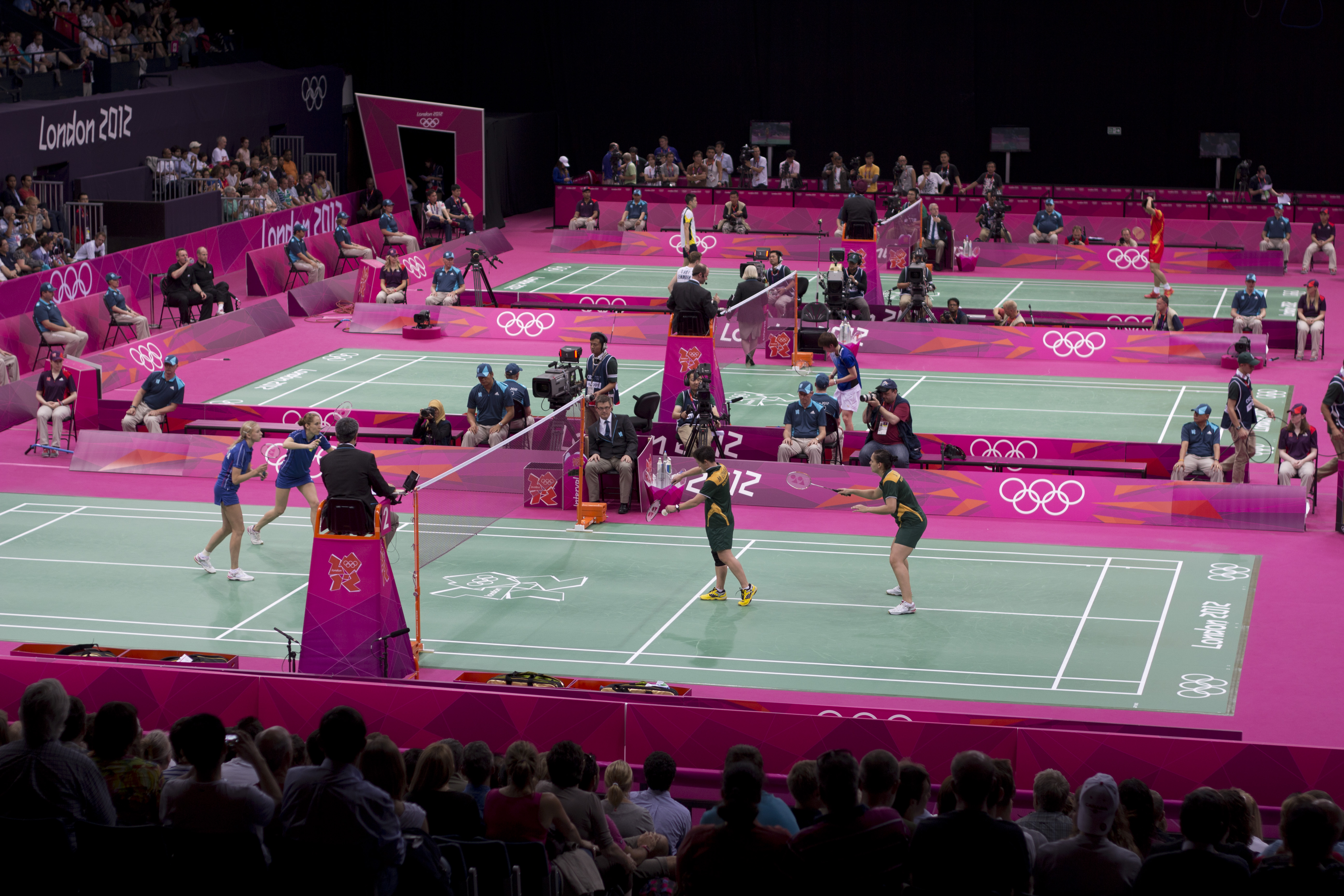
Michelle Edwards bei Olympia 2012 (vorn rechts)

Michelle Claire Edwards (* 11. Juli 1974 in Durban) ist eine ehemalige südafrikanische Badmintonspielerin.

## Karriere
Michelle Edwards nahm 2004, 2008 und 2012 im Badminton an Olympia teil. Bei ihren Teilnahmen schied sie sowohl im Dameneinzel 2004 und 2012 als auch im Damendoppel mit Chantal Botts 2004 und 2008 in der ersten Runde aus. Die Afrikameisterschaft gewannen beide gemeinsam 2002, 2004 und 2007 ebenso wie die Afrikaspiele 2003 und 2007. Weitere Titel bei Afrikameisterschaften gewann Edwards 1998, 2006 und 2010.

## Sportliche Erfolge
| Saison | Veranstaltung                 | Disziplin   | Platz | Name                               |
| ------ | ----------------------------- | ----------- | ----- | ---------------------------------- |
| 1995   | Mauritius International       | Damendoppel | 1     | Michelle Edwards / Meagen Burnett  |
| 1996   | South Africa International    | Mixed       | 1     | Johan Kleingeld / Michelle Edwards |
| 1996   | South Africa International    | Dameneinzel | 1     | Michelle Edwards                   |
| 1997   | Mauritius International       | Dameneinzel | 1     | Michelle Edwards                   |
| 1997   | South Africa International    | Dameneinzel | 1     | Michelle Edwards                   |
| 1998   | Afrikameisterschaft           | Mixed       | 1     | Anton Kriel / Michelle Edwards     |
| 1998   | South Africa International    | Damendoppel | 1     | Meagen Burnett / Michelle Edwards  |
| 1998   | Südafrikanische Meisterschaft | Mixed       | 1     | Anton Kriel / Michelle Edwards     |
| 2000   | South Africa International    | Dameneinzel | 1     | Michelle Edwards                   |
| 2000   | South Africa International    | Mixed       | 1     | Anton Kriel / Michelle Edwards     |
| 2000   | Südafrikanische Meisterschaft | Dameneinzel | 1     | Michelle Edwards                   |
| 2000   | Südafrikanische Meisterschaft | Mixed       | 1     | Anton Kriel / Michelle Edwards     |
| 2001   | Mauritius International       | Dameneinzel | 1     | Michelle Edwards                   |
| 2001   | South Africa International    | Dameneinzel | 1     | Michelle Edwards                   |
| 2001   | South Africa International    | Damendoppel | 1     | Chantal Botts / Michelle Edwards   |
| 2001   | Südafrikanische Meisterschaft | Dameneinzel | 1     | Michelle Edwards                   |
| 2002   | Südafrikanische Meisterschaft | Damendoppel | 1     | Michelle Edwards / Chantal Botts   |
| 2002   | Südafrikanische Meisterschaft | Dameneinzel | 1     | Michelle Edwards                   |
| 2002   | South Africa International    | Dameneinzel | 1     | Michelle Edwards                   |
| 2002   | Afrikameisterschaft           | Damendoppel | 1     | Michelle Edwards / Chantal Botts   |
| 2002   | Afrikameisterschaft           | Dameneinzel | 3     | Michelle Edwards                   |
| 2002   | Mauritius International       | Dameneinzel | 1     | Michelle Edwards                   |
| 2002   | Afrikameisterschaft           | Mixed       | 3     | Dorian James / Michelle Edwards    |
| 2002   | South Africa International    | Damendoppel | 1     | Chantal Botts / Michelle Edwards   |
| 2003   | Südafrikanische Meisterschaft | Dameneinzel | 1     | Michelle Edwards                   |
| 2003   | Afrikaspiele                  | Damendoppel | 1     | Michelle Edwards / Chantal Botts   |
| 2003   | Südafrikanische Meisterschaft | Damendoppel | 1     | Michelle Edwards / Chantal Botts   |
| 2004   | Afrikameisterschaft           | Mixed       | 3     | Dorian James / Michelle Edwards    |
| 2004   | Afrikameisterschaft           | Dameneinzel | 1     | Michelle Edwards                   |
| 2004   | Afrikameisterschaft           | Damendoppel | 1     | Michelle Edwards / Chantal Botts   |
| 2004   | Olympia                       | Dameneinzel | 17    | Michelle Edwards                   |
| 2004   | Südafrikanische Meisterschaft | Mixed       | 1     | Dorian James / Michelle Edwards    |
| 2004   | Südafrikanische Meisterschaft | Dameneinzel | 1     | Michelle Edwards                   |
| 2004   | Südafrikanische Meisterschaft | Damendoppel | 1     | Michelle Edwards / Chantal Botts   |
| 2005   | South Africa International    | Damendoppel | 1     | Chantal Botts / Michelle Edwards   |
| 2005   | South Africa International    | Mixed       | 1     | Dorian James / Michelle Edwards    |
| 2006   | Südafrikanische Meisterschaft | Mixed       | 1     | Dorian James / Michelle Edwards    |
| 2006   | Südafrikanische Meisterschaft | Damendoppel | 1     | Michelle Edwards / Chantal Botts   |
| 2006   | Afrikameisterschaft           | Damendoppel | 1     | Michelle Edwards / Stacey Doubell  |
| 2006   | South Africa International    | Mixed       | 1     | Dorian James / Michelle Edwards    |
| 2006   | South Africa International    | Damendoppel | 1     | Chantal Botts / Michelle Edwards   |
| 2006   | Afrikameisterschaft           | Mixed       | 2     | Dorian James / Michelle Edwards    |
| 2007   | Südafrikanische Meisterschaft | Damendoppel | 1     | Michelle Edwards / Chantal Botts   |
| 2007   | Afrikameisterschaft           | Mixed       | 2     | Chris Dednam / Michelle Edwards    |
| 2007   | Afrikameisterschaft           | Damendoppel | 1     | Michelle Edwards / Chantal Botts   |
| 2007   | Afrikaspiele                  | Damendoppel | 1     | Michelle Edwards / Chantal Botts   |
| 2007   | Südafrikanische Meisterschaft | Mixed       | 1     | Dorian James / Michelle Edwards    |
| 2007   | Mauritius International       | Mixed       | 1     | Chris Dednam / Michelle Edwards    |
| 2007   | Mauritius International       | Damendoppel | 2     | Michelle Edwards / Chantal Botts   |
| 2008   | Südafrikanische Meisterschaft | Mixed       | 1     | Chris Dednam / Michelle Edwards    |
| 2008   | South Africa International    | Mixed       | 1     | Chris Dednam / Michelle Edwards    |
| 2008   | Südafrikanische Meisterschaft | Damendoppel | 1     | Michelle Edwards / Chantal Botts   |
| 2008   | Mauritius International       | Mixed       | 1     | Dorian James / Michelle Edwards    |
| 2008   | Mauritius International       | Damendoppel | 1     | Chantal Botts / Michelle Edwards   |
| 2009   | South Africa International    | Dameneinzel | 1     | Michelle Edwards                   |
| 2009   | South Africa International    | Damendoppel | 1     | Michelle Edwards / Annari Viljoen  |
| 2009   | Kenya International           | Mixed       | 1     | Chris Dednam / Michelle Edwards    |
| 2009   | Südafrikanische Meisterschaft | Damendoppel | 1     | Michelle Edwards / Annari Viljoen  |
| 2009   | South Africa International    | Mixed       | 1     | Dorian James / Michelle Edwards    |
| 2009   | Afrikameisterschaft           | Damendoppel | 3     | Annarie Viljoen / Michelle Edwards |
| 2010   | Afrikameisterschaft           | Mixed       | 1     | Dorian James / / Michelle Edwards  |
| 2010   | Kenya International           | Mixed       | 1     | Chris Dednam / Michelle Edwards    |
| 2010   | Afrikameisterschaft           | Damendoppel | 1     | Annari Viljoen / Michelle Edwards  |
| 2010   | Kenya International           | Damendoppel | 1     | Annari Viljoen / Michelle Edwards  |
| 2011   | Südafrikanische Meisterschaft | Damendoppel | 1     | Michelle Edwards / Annari Viljoen  |
| 2012   | South Africa International    | Damendoppel | 1     | Michelle Edwards / Annari Viljoen  |
| 2012   | South Africa International    | Mixed       | 2     | Dorian James / Michelle Edwards    |